# Osmond Quarrel
Osmond (de) Quarrel (né avant 985 - 1er octobre 1018) est le chef de l’expédition normande menée en Italie méridionale entre 1016 et 1018. Selon certains chroniqueurs c'est l'un de ses frères, Giselbert Buatère, le chef[réf. nécessaire].
Fils d’un petit noble normand de la région de Rouen (lieu-dit Les Carreaux, d'où le nom de Quarrel, à Bosc-Hyons), il est lui-même un riche seigneur de la région d’Alençon (incertain). En 1016, alors qu’il participe à une partie de chasse parmi la cour ducale et le duc de Normandie Richard l’Irascible, il tue Guillaume Repostel, un proche du duc Richard, par vengeance privée (crime d’honneur). Repostel s'était en effet vanté d’avoir couché avec l’une de ses filles. Comme il est de coutume dans le duché normand, il a la vie sauve mais est condamné au ban.
Il décide alors de se rendre en Italie du Sud, une région en proie à l’anarchie, divisée, et désorganisée. En effet, le sud de l'Italie est devenue depuis un certain temps un véritable champ de bataille où luttent les Lombards du duché Bénévent et des principautés de Salerne et de Capoue, les Byzantins, qui n'ont pas encore renoncer à reconquérir l'Italie, les pirates sarrasins venus de la Sicile musulmane ou d'Afrique du Nord, les Arabo-musulmans de Sicile et d'Afrique du Nord, les Napolitains du duché de Naples, les troupes papales, et les troupes impériales germaniques. Dans ce désordre les Normands, guerriers et cavaliers réputés, vont pouvoir s'illustrer, servant les plus offrants…
Avant de quitter la Normandie, il lève une bande armée de 250 guerriers composée d’aventuriers, de bannis, et de cadets de famille sans grand avenir dans le duché. Quatre frères décident également de le suivre : Asclettin, Giselbert Buatère, Raulf, et le plus connu de tous, Rainulf Drengot, qui deviendra le 1er comte normand d'Aversa vers 1030.
En Italie, il est chargé de combattre les Byzantins en Apulie pour le compte du prince lombard Waimar de Salerne, mais en 1018, il trouve la mort au combat en les combattant à la bataille de Cannes, le même endroit où 1 200 ans plus tôt, les troupes du célèbre Hannibal écrasent sévèrement les troupes romaines. Les Normands, probablement trop peu nombreux pour faire face aux redoutables guerriers vikings de la Garde varangienne qui compose l'armée impériale byzantine, sont sévèrement vaincus. Son frère Giselbert meurt également dans la bataille et seuls 10 Normands parviennent à sauver leur tête.

## Sources
- Aimé du Mont-Cassin,  L'Ystoire de li Normant (en vieux "françois")
- Guillaume de Pouille
- Raoul Glaber